# 柿之木站
柿之木站（日语：／ Kakinoki eki */?）是位於新潟縣魚沼市穴澤，東日本旅客鐵道（JR東日本）的只見線車站（廢站）。

## 歷史
此站與上條站和魚沼田中站同日設置臨時乘降場。後來上述兩站在相同年份升級至車站，而此站則在日本國有鐵道（国鉄）進行分割民營化前才由臨時乘降場升級為車站。
- 1951年（昭和26年）3月1日：國鐵開設柿之木臨時乘降場。
- 1987年（昭和62年）4月1日：伴隨國鐵分割民營化，車站由東日本旅客鐵道（JR東日本）營運。同日升級為車站。
- 2013年（平成25年）
  - 3月16日：車站變更為臨時車站[2]。定期列車均會通過此站[2][4]。
  - 11月9日 - 臨時快速「只見紅葉號」停靠此站[5]。
- 2014年（平成26年）10月25日：臨時快速「只見紅葉號」停靠此站[6]。
- 2015年（平成27年）
  - 3月7日：開設臨時列車停靠此站，舉行感謝市民團體[1]。
  - 3月14日：由於使用人次減少，此站原久關閉[1]。

## 車站構造
此站是地面車站，設有1面1線的單式月台。月台位於路軌東北方。月台與出入口之間設有數級樓梯，此站設有小型候車室。
候車室為一層高的木造建築物，旁邊設有出入口。在候車室內設有長椅、除雪用具、沙和鐵路相片。
在車站關閉前，車站是由越後湯澤站管理的無人車站。此站沒有自動售票機。

## 車站周邊
站前設有國道252號。在國道上設有柿之木村落。
車站南邊設有破間川。車站西邊1公里設有設有黑又川。

## 相鄰車站
東日本旅客鐵道（JR東日本）
■只見線
大白川－（臨）柿之木－入廣瀨

## 注腳
1. 1 2 3 4  板鼻幸雄(2015年3月9日). “JR只見線柿ノ木駅:ありがとう、柿ノ木駅 14日に廃止、市民団体が集い”. 毎日新聞 (毎日新聞社)
2. 1 2 3   (PDF) (新闻稿). 東日本旅客鉄道新潟支社: 6. 2012-12-21  [2020-11-07]. （原始内容 (PDF)存档于2014-12-22） （日语）.
3. ↑   (PDF) (新闻稿). 東日本旅客鐵道新潟支社. 2015-02-05  [2020-11-07]. （原始内容 (PDF)存档于2018-09-10） （日语）.
4. ↑  交通新聞社發行　JR時間表 2013年3月號
5. ↑   (PDF) (新闻稿). 東日本旅客鉄道新潟支社: 5. 2013-08-23  [2020-11-07]. （原始内容 (PDF)存档于2013-11-10） （日语）.
6. ↑   (PDF) (新闻稿). 東日本旅客鉄道新潟支社: 5. 2014-08-22  [2020-11-07]. （原始内容 (PDF)存档于2014-09-12） （日语）.

## 外部連結
- JR東日本：各站情報(柿之木站)（日語）（2012年8月20日存檔）